# Major League Rugby 2021
La Major League Rugby 2021 fue la cuarta edición del torneo profesional estadounidense de rugby.
A diferencia de la edición del año anterior, en esta temporada se incorporó el equipo Los Ángeles Giltinis y se produjo el cese de operaciones por parte de Colorado Raptors.

## Conferencias

### Conferencia Oeste
| Franquicia           | Ciudad      | Estado/País | Estadio                         | Capacidad |
| -------------------- | ----------- | ----------- | ------------------------------- | --------- |
| Austin Gilgronis     | Round Rock  | Texas       | Round Rock Multipurpose Complex | 3.500     |
| Houston SaberCats    | Houston     | Texas       | Aveva Stadium                   | 4.000     |
| Los Ángeles Giltinis | Los Ángeles | California  | Los Angeles Memorial Coliseum   | 77.500    |
| San Diego Legion     | San Diego   | California  | Torero Stadium                  | 6.000     |
| Seattle Seawolves    | Tukwila     | Washington  | Starfire Sports                 | 4.500     |
| Utah Warriors        | Herriman    | Utah        | Zions Bank Stadium              | 5.000     |

### Conferencia Este
| Franquicia             | Ciudad           | Estado/País   | Estadio                      | Capacidad   |
| ---------------------- | ---------------- | ------------- | ---------------------------- | ----------- |
| New England Free Jacks | Weymouth         | Massachusetts | Union Point Sports Complex   | 2,000       |
| New Orleans Gold       | Marrero          | Luisiana      | Eagle Athletic Facility      | 3,000       |
| Old Glory DC           | Washington D. C. |               | Cardinal Stadium             | 3,500       |
| Rugby ATL              | Marietta         | Georgia       | Lupo Family Field            | 2,500       |
| Rugby United New York  | Brooklyn         | Nueva York    | MCU Park                     | 7,000       |
| Toronto Arrows         | Toronto          | Canadá        | Alumni Field Lamport Stadium | 2,500 9,600 |

## Posiciones
- Tabla de posiciones:[2]

### Conferencia Oeste
| Pos. | Equipo               | Encuentros | Encuentros | Encuentros | Encuentros | Tantos  | Tantos    | Tantos     | Puntos Bonus | Puntos Totales |
| Pos. | Equipo               | jugados    | ganados    | empatados  | perdidos   | a favor | en contra | diferencia | Puntos Bonus | Puntos Totales |
| ---- | -------------------- | ---------- | ---------- | ---------- | ---------- | ------- | --------- | ---------- | ------------ | -------------- |
| 1    | Los Ángeles Giltinis | 16         | 12         | 0          | 4          | 545     | 305       | +240       | 15           | 63             |
| 2    | Utah Warriors        | 16         | 10         | 0          | 6          | 506     | 464       | +42        | 17           | 57             |
| 3    | Austin Gilgronis     | 16         | 9          | 0          | 7          | 389     | 317       | +72        | 11           | 47             |
| 4    | San Diego Legion     | 16         | 6          | 0          | 10         | 430     | 464       | -34        | 14           | 38             |
| 5    | Seattle Seawolves    | 16         | 4          | 0          | 12         | 343     | 461       | -118       | 10           | 26             |
| 6    | Houston SaberCats    | 16         | 2          | 0          | 14         | 274     | 550       | -276       | 5            | 13             |

Nota: Se otorgan 4 puntos al equipo que gane un partido, 2 al que empate y 0 al que pierda
Puntos Bonus: 1 punto por convertir 4 tries o más en un partido y 1 al equipo que pierda por no más de 7 tantos de diferencia
|  | Clasificados a semifinales. |

### Conferencia Este
| Pos. | Equipo                 | Encuentros | Encuentros | Encuentros | Encuentros | Tantos  | Tantos    | Tantos     | Puntos Bonus | Puntos Totales |
| Pos. | Equipo                 | jugados    | ganados    | empatados  | perdidos   | a favor | en contra | diferencia | Puntos Bonus | Puntos Totales |
| ---- | ---------------------- | ---------- | ---------- | ---------- | ---------- | ------- | --------- | ---------- | ------------ | -------------- |
| 1    | Rugby ATL              | 16         | 11         | 0          | 5          | 420     | 321       | +99        | 13           | 57             |
| 2    | Rugby United New York  | 16         | 10         | 0          | 6          | 448     | 419       | +29        | 13           | 53             |
| 3    | New Orleans Gold       | 16         | 10         | 1          | 5          | 375     | 378       | -3         | 9            | 51             |
| 4    | New England Free Jacks | 16         | 10         | 0          | 6          | 382     | 351       | +31        | 8            | 48             |
| 5    | Old Glory DC           | 15         | 5          | 0          | 10         | 394     | 384       | +10        | 10           | 30             |
| 6    | Toronto Arrows         | 16         | 5          | 0          | 11         | 411     | 412       | -1         | 10           | 30             |

|  | Clasificados a semifinales. |

## Resultados
- Programación:[3]

| 1.ª jornada | 1.ª jornada           | 1.ª jornada |
| Fecha       | Partido               | Resultado   |
| ----------- | --------------------- | ----------- |
| 20-03-21    | Giltinis - Free Jacks | 42-27       |
| 20-03-21    | Rugby ATL - Arrows    | 21-14       |
| 20-03-21    | San Diego - RUNY      | 29-36       |
| 20-03-21    | SaberCats - Seawolves | 30-24       |
| 20-03-21    | Gilgronis - Warriors  | 28-30       |
| 21-03-21    | NOLA Gold - Jackals   | 26-26       |

| 2.ª jornada | 2.ª jornada            | 2.ª jornada |
| Fecha       | Partido                | Resultado   |
| ----------- | ---------------------- | ----------- |
| 27-03-21    | NOLA Gold - RUNY       | 51-28       |
| 27-03-21    | Old Glory - Rugby ATL  | 30-23       |
| 27-03-21    | SaberCats - Free Jacks | 0-32        |
| 27-03-21    | Warriors - Arrows      | 39-24       |
| 28-03-21    | Gilgronis - San Diego  | 11-14       |
| 28-03-21    | Giltinis - Wariors     | 57-26       |

| 3.ª jornada | 3.ª jornada           | 3.ª jornada |
| Fecha       | Partido               | Resultado   |
| ----------- | --------------------- | ----------- |
| 03-04-21    | Free Jacks - Warriors | 22-21       |
| 03-04-21    | Old Glory - Arrows    | 19-40       |
| 03-04-21    | Rugby ATL - San Diego | 41-22       |
| 03-04-21    | Gilgronis - SaberCats | 26-0        |

| 4.ª jornada | 4.ª jornada           | 4.ª jornada |
| Fecha       | Partido               | Resultado   |
| ----------- | --------------------- | ----------- |
| 10-04-21    | Arrows - Giltinis     | 16-43       |
| 10-04-21    | NOLA Gold - Gilgronis | 15-18       |
| 10-04-21    | Warriors - Seawolves  | 15-20       |
| 10-04-21    | SaberCats - San Diego | 34-32       |
| 11-04-21    | Rugby ATL - RUNY      | 17-27       |

| 5.ª jornada | 5.ª jornada            | 5.ª jornada |
| Fecha       | Partido                | Resultado   |
| ----------- | ---------------------- | ----------- |
| 17-04-21    | Arrows - Seawolves     | 52-7        |
| 17-04-21    | NOLA Gold - Free Jacks | 30-29       |
| 17-04-21    | San Diego - Warriors   | 31-29       |
| 17-04-21    | SaberCats - Giltinis   | 35-48       |
| 17-04-21    | Gilgronis - Rugby ATL  | 17-15       |
| 17-04-21    | RUNY - Old Glory       | 38-34       |

| 6.ª jornada | 6.ª jornada            | 6.ª jornada |
| Fecha       | Partido                | Resultado   |
| ----------- | ---------------------- | ----------- |
| 24-04-21    | Rugby ATL - NOLA Gold  | 38-28       |
| 24-04-21    | Giltinis - San Diego   | 45-17       |
| 24-04-21    | Warriors - SaberCats   | 50-43       |
| 25-04-21    | Old Glory - Free Jacks | 35-22       |
| 25-04-21    | RUNY - Arrows          | 12-53       |
| 25-04-21    | Gilgronis - Seawolves  | 42-15       |

| 7.ª jornada | 7.ª jornada            | 7.ª jornada |
| Fecha       | Partido                | Resultado   |
| ----------- | ---------------------- | ----------- |
| 01-05-21    | San Diego - Free Jacks | 17-33       |
| 01-05-21    | Giltinis - Old Glory   | 47-17       |
| 02-05-21    | NOLA Gold - Arrows     | 22-14       |
| 02-05-21    | Seawolves - RUNY       | 21-23       |

| 8.ª jornada | 8.ª jornada            | 8.ª jornada |
| Fecha       | Partido                | Resultado   |
| ----------- | ---------------------- | ----------- |
| 08-05-21    | RUNY - Giltinis        | 18-16       |
| 08-05-21    | NOLA Gold - SaberCats  | 28-26       |
| 08-05-21    | Free Jacks - Gilgronis | 22-18       |
| 08-05-21    | Warriors - Old Glory   | 34-33       |
| 09-05-21    | Arrows - Rugby ATL     | 29-33       |
| 09-05-21    | Seawolves - San Diego  | 21-15       |

| 9.ª jornada | 9.ª jornada            | 9.ª jornada |
| Fecha       | Partido                | Resultado   |
| ----------- | ---------------------- | ----------- |
| 15-05-21    | San Diego - NOLA Gold  | 43-17       |
| 15-05-21    | SaberCats - Arrows     | 10-19       |
| 15-05-21    | Gilgronis - RUNY       | 16-9        |
| 15-05-21    | Rugby ATL - Free Jacks | 33-18       |
| 15-05-21    | Giltinis - Warriors    | 38-27       |
| 16-05-21    | Old Glory - Seawolves  | 22-18       |

| 10.ª jornada | 10.ª jornada          | 10.ª jornada |
| Fecha        | Partido               | Resultado    |
| ------------ | --------------------- | ------------ |
| 19-05-21     | Gilgronis - Giltinis  | 3-17         |
| 22-05-21     | SaberCats - Old Glory | 13-21        |
| 22-05-21     | NOLA Gold - Warriors  | 29-24        |
| 23-05-21     | RUNY - Free Jacks     | 29-19        |
| 23-05-21     | Seawolves - Rugby ATL | 6-25         |

| 11.ª jornada | 11.ª jornada          | 11.ª jornada |
| Fecha        | Partido               | Resultado    |
| ------------ | --------------------- | ------------ |
| 29-05-21     | San Diego - SaberCats | 39-11        |
| 29-05-21     | Free Jacks - Arrows   | 14-12        |
| 29-05-21     | Rugby ATL - Giltinis  | 17-12        |
| 29-05-21     | Warriors - Gilgronis  | 45-24        |
| 30-05-21     | Old Glory - RUNY      | 10-46        |

| 12.ª jornada | 12.ª jornada           | 12.ª jornada |
| Fecha        | Partido                | Resultado    |
| ------------ | ---------------------- | ------------ |
| 05-06-21     | SaberCats - Gilgronis  | 9-28         |
| 05-06-21     | NOLA Gold - Rugby ATL  | 7-8          |
| 06-06-21     | Arrows - San Diego     | 30-40        |
| 06-06-21     | Free Jacks - Old Glory | 38-34        |
| 06-06-21     | Seawolves - Seahawks   | 28-29        |

| 13.ª jornada | 13.ª jornada           | 13.ª jornada |
| Fecha        | Partido                | Resultado    |
| ------------ | ---------------------- | ------------ |
| 12-06-21     | Old Glory - NOLA Gold  | 21-25        |
| 12-06-21     | Gilgronis - Arrows     | 47-21        |
| 12-06-21     | Warriors - San Diego   | 45-41        |
| 13-06-21     | RUNY - Rugby ATL       | 31-24        |
| 13-06-21     | Free Jacks - Seawolves | 25-21        |
| 13-06-21     | Giltinis - SaberCats   | 52-5         |

| 14.ª jornada | 14.ª jornada          | 14.ª jornada |
| Fecha        | Partido               | Resultado    |
| ------------ | --------------------- | ------------ |
| 19-06-21     | RUNY - Warriors       | 28-29        |
| 19-06-21     | Rugby ATL - SaberCats | 33-15        |
| 19-06-21     | San Diego - Giltinis  | 13-19        |
| 20-06-21     | Arrows - NOLA Gold    | 12-18        |
| 20-06-21     | Seawolves - Gilgronis | 31-36        |

| 15.ª jornada | 15.ª jornada           | 15.ª jornada |
| Fecha        | Partido                | Resultado    |
| ------------ | ---------------------- | ------------ |
| 26-06-21     | Arrows - RUNY          | 24-31        |
| 26-06-21     | Free Jacks - NOLA Gold | 9-17         |
| 26-06-21     | SaberCats - Warriors   | 5-24         |
| 26-06-21     | Rugby ATL - Old Glory  | 32-12        |
| 26-06-21     | San Diego - Gilgronis  | 14-33        |
| 27-06-21     | Seawolves - Giltinis   | 14-29        |

| 16.ª jornada | 16.ª jornada          | 16.ª jornada |
| Fecha        | Partido               | Resultado    |
| ------------ | --------------------- | ------------ |
| 02-07-21     | Giltinis - NOLA Gold  | 20-21        |
| 03-07-21     | Free Jacks - RUNY     | 22-6         |
| 03-07-21     | San Diego - Seawolves | 34-21        |
| 03-07-21     | Arrows - Old Glory    | 34-28        |

| 17.ª jornada | 17.ª jornada          | 17.ª jornada |
| Fecha        | Partido               | Resultado    |
| ------------ | --------------------- | ------------ |
| 10-07-21     | RUNY - SaberCats      | 54-19        |
| 10-07-21     | Old Glory - San Diego | 38-29        |
| 10-07-21     | Giltinis - Gilgronis  | 31-17        |
| 10-07-21     | Warriors - Rugby ATL  | 31-41        |
| 11-07-21     | Arrows - Free Jacks   | 17-28        |
| 11-07-21     | Seawolves - NOLA Gold | 30-6         |

| 18.ª jornada | 18.ª jornada           | 18.ª jornada |
| Fecha        | Partido                | Resultado    |
| ------------ | ---------------------- | ------------ |
| 15-07-21     | Seawolves - SaberCats  | 40-21        |
| 17-07-21     | RUNY - NOLA Gold       | 32-35        |
| 17-07-21     | Old Glory - Gilgronis  | 29-25        |
| 17-07-21     | Warriors - Giltinis    | 34-29        |
| 18-07-21     | Free Jacks - Rugby ATL | 22-19        |

## Fase Final

### Semifinales - Finales de conferencia

#### Final Conferencia Este
| 24 de julio de 2021 | Rugby ATL | 10 - 9 | Rugby United New York | Lupo Family Field, Marietta |  |

#### Final Conferencia Oeste
| 25 de julio de 2021 | Los Angeles Giltinis | 17 - 13 | Utah Warriors | Los Angeles Memorial Coliseum, Los Angeles |  |

### Final
| 1 de agosto de 2021 | Los Angeles Giltinis | 31 - 17 | Rugby ATL | Los Angeles Memorial Coliseum, Los Angeles |  |

| Bandera de Estados Unidos    |
| Campeón Los Angeles Giltinis |
| Primer título                |